# Filtro di tipo mm'
I filtri di tipo mm', chiamati anche filtri doppiamente m-derivati, sono un tipo di filtri elettronici progettati utilizzando il metodo delle image. Sono stati brevettati da Otto Zobel nel 1932. Come il filtro di tipo m da cui discende, il filtro di tipo mm' era destinato a fornire un miglioramento dell'adattamento di impedenza nelle impedenze di terminazione dei filtri e, in origine, nacque nell'ambito della multiplazione a divisione di frequenza in telefonia. Il filtro ha una funzione di trasferimento simile a quella del filtro di tipo m, presentando lo stesso vantaggio del taglio rapido (ossia con forte pendenza), ma l'impedenza d'ingresso rimane molto più costante, con buona approssimazione, se si scelgono parametri opportuni. Infatti, le prestazioni dal punto di vista del taglio sono migliori per il filtro di tipo mm' se vengono comparate a parità di adattamento di impedenza piuttosto che a parità di funzione di trasferimento. Presenta anche lo stesso inconveniente di una risposta che cresce nella banda da eliminare come per il filtro di tipo m. Tuttavia, il suo principale svantaggio è la sua maggiore complessità che è la ragione principale per cui il suo uso non si è mai diffuso. È stato concepito esclusivamente per essere utilizzato come sezioni terminali dei filtri compositi, mentre il resto del filtro viene realizzato con altre sezioni come quelle di tipo k e di tipo m.
Un vantaggio accessorio del tipo mm' è che presenta due parametri indipendenti (m e m') che il progettista può regolare. Ciò consente di ottimizzare indipendentemente due diversi criteri di progettazione.

## Premesse
Il filtro di tipo mm' fu un'estensione del precedente filtro di tipo m di Zobel, che a sua volta aveva preso spunto dalla progettazione del filtro di tipo k di George Campbell. Il filtro di tipo m di Zobel si ottiene applicando il processo di m-derivazione (vedi filtro m-derivato) al filtro di tipo k. In modo del tutto analogo, il filtro di tipo mm' si ottiene applicando il processo di m-derivazione al filtro di tipo m. Il valore di m utilizzato nella seconda trasformazione è indicato con m' per distinguerlo da m, da cui il nome di filtro di tipo mm'. Tuttavia, questo filtro non appartiene alla classe dei filtri denominati filtri immagine generici di tipo mn, che sono una generalizzazione dei filtri di tipo m. Piuttosto, si tratta di una doppia applicazione del processo di m-derivazione e, inoltre, per quei filtri i parametri arbitrari sono solitamente indicati con m1, m2, m3 ecc., piuttosto che m, m', m'' come in questo caso.
L'importanza del filtro sta nelle sue proprietà di impedenza. Alcuni dei termini di impedenza e dei termini associati alle sezioni, usati nella teoria della progettazione con il metodo delle impedenze immagine, sono illustrati nello schema sotto. Come sempre, la teoria delle impedenze immagine definisce delle quantità in termini di una cascata infinita di sezioni a due porte e, nel caso dei filtri che stiamo discutendo, in termini di una rete a scaletta infinita di sezioni a L.

Da sinistra verso destra:
• semisezione serie-shunt
• sezione serie-shunt
• sezione da punto centrale a punto centrale in serie
• semisezione serie-shunt
• sezione da punto centrale a punto centrale in shunt

Le sezioni dell'ipotetico filtro infinito sono costituite da elementi rappresentati da impedenze in serie 2Z e da elementi rappresentati da ammettenze in shunt 2Y. Il fattore 2 viene introdotto poiché è consuetudine lavorare in termini di semisezioni quando questo fattore non c'è. Le impedenze immagine della porta di ingresso e della porta di uscita di una sezione, Zi1 e Zi2, in generale, non saranno le stesse. Tuttavia, per una sezione da punto centrale a punto centrale in serie, in inglese mid-series section (cioè una sezione che va dal punto centrale di un elemento in serie al punto centrale dell'elemento in serie successivo) si avrà la stessa impedenza immagine su entrambe le porte a causa della simmetria. Questa impedenza immagine è indicata con ZiT a causa della topologia a "T" della sezione da punto centrale a punto centrale. Allo stesso modo, l'impedenza immagine di una sezione da punto centrale a punto centrale in shunt è indicata con ZiΠ a causa della topologia a "Π" (pi greco). Una metà di una tale sezione a "T" o a "Π" è chiamata (come c'è da aspettarsi) semisezione. Le impedenze immagine della semisezione sono diverse sulle porte di ingresso e di uscita ma sono uguali all'impedenza ZiT da punto centrale a punto centrale in serie dal lato che presenta l'elemento in serie e all'impedenza ZiΠ da punto centrale a punto centrale in shunt dal lato che presenta l'elemento in shunt.
Una sezione derivata da punto centrale a punto centrale in serie (in pratica, un filtro di tipo m in serie), ha esattamente la stessa impedenza immagine, ZiT, di un filtro a "T" di tipo k da punto centrale a punto centrale in serie. Tuttavia, l'impedenza immagine di una semisezione di un tale filtro (dal lato in shunt) non è la stessa e viene indicata con ZiΠm. Analogamente, l'impedenza sul lato dell'elemento in serie di una semisezione di un filtro m-derivato in shunt è indicata con ZiTm.

## Derivazione

Derivazione di una sezione di filtro da punto centrale a punto centrale in shunt di tipo mm. Iniziando da un filtro a T, filtro a costante k prototipo, il circuito viene trasformato in filtro derivato di tipo m da punto centrale a punto centrale in serie, re-implementato come sezione a Π (pi greco), trasformato nuovamente filtro derivato di tipo mm' da punto centrale a punto centrale in shunt.

Il processo di m-derivazione inizia con una sezione da punto centrale a punto centrale di filtro di tipo k e la trasforma in un filtro m-derivato con una diversa funzione di trasferimento ma mantenendo la stessa impedenza immagine e la stessa banda passante. Si ottengono due risultati diversi a seconda che il processo sia iniziato con una sezione a T o con una sezione a Π (pi greco). Partendo da una sezione a T, l'impedenza in serie Z e l'ammettenza in shunt Y vengono moltiplicate per un parametro arbitrario m (0 < m < 1). Viene poi inserita un'impedenza aggiuntiva in serie con Y il cui valore è quello che ripristina l'originale impedenza immagine. Le semisezioni risultanti dalla suddivisione della sezione a T, tuttavia, mostreranno un'impedenza immagine diversa presso la suddivisione, ZiΠm. Due di queste semisezioni messe in cascata con le impedenze ZiT verso cui sono rivolte, formeranno una sezione a Π (pi greco) con impedenza immagine ZiΠm. Il processo di m-derivazione può essere ora applicato a questa nuova sezione, ma con un nuovo parametro m'. L'impedenza in serie Z e l'ammettenza in shunt Y vengono moltiplicate per m' e viene inserita un'ammettenza aggiuntiva in parallelo con gli elementi in serie per riportare l'impedenza immagine al suo valore originale ZiΠm. Nuovamente, le semisezioni avranno una diversa impedenza immagine presso le porte in corrispondenza della suddivisione e questa è indicata con ZiTmm'.
La realizzazione duale di questo filtro è ottenuta in un modo del tutto analogo, per prima cosa trasformando una sezione a Π (pi greco) di tipo k da punto centrale a punto centrale in shunt, formando la risultante sezione a T di tipo m] da punto centrale a punto centrale in serie, e poi operando un'altra trasformazione usando m', il che si traduce in una nuova configurazione a Π (pi greco) con impedenza Zimm', indicata con ZiΠmm', che è l'impedenza duale di ZiTmm'.
La trasformazione associata al processo di m-derivazione può, in linea di principio, essere applicata ad-infinitum e produrre filtri di tipo mm'm''-ecc. Tuttavia, non c'è alcun vantaggio pratico nel far ciò. I miglioramenti ottenuti diminuiscono ad ogni iterazione e non valgono l'aumento di complessità. È da notare che applicando due volte la trasformazione m-derivata a una sezione a T (o a una sezione a Π) si otterrà semplicemente un filtro di tipo m con un diverso valore di m. La trasformazione deve essere applicata alternativamente alle sezioni a T e alle sezioni a Π (pi greco) affinché sia ottenuta una forma completamente nuova di filtro.

Semisezione in serie di filtro passa-basso di tipo mm'. C = L/R_{0}^{2}

### Frequenza operativa
Per un prototipo passa-basso, la frequenza di taglio è data dalla stessa espressione di quella per il filtro di tipo m e di tipo k:
{\displaystyle \omega _{c}={\frac {1}{\sqrt {LC}}}.}
Il polo di attenuazione si ha per:
{\displaystyle \omega _{\infty }={\frac {\omega _{c}}{\sqrt {1-(mm')^{2}}}}.}

### Impedenza immagine

Grafico dell'impedenza immagine di una sezione ottimizzata in shunt di tipo mm' (Z_{iTmm'}, in blu) confrontata con l'impedenza immagine in shunt di un prototipo m-derivato (Z_{iTm}, in rosso) per m = 0,6. Viene mostrata anche l'impedenza immagine di un filtro a costante k (Z_{iT}, in verde).

Le seguenti espressioni per le impedenze immagine sono tutte riferite alla sezione del prototipo passa-basso. Esse sono scalate all'impedenza nominale R0 = 1 e le frequenze in queste espressioni sono tutte scalate alla frequenza di taglio ωc = 1.

#### Impedenza immagine di una porta a "T"
L'impedenza immagine osservando una porta con topologia a "T" di una sezione derivata in shunt è data da:
{\displaystyle Z_{iTmm'}={\frac {{\sqrt {1-\omega ^{2}}}\left(1-(1-m^{2})\omega ^{2}\right)}{1-\left(\omega /\omega _{\infty }\right)^{2}}}}
In confronto:
{\displaystyle Z_{iT}={\sqrt {1-\omega ^{2}}}}   e   {\displaystyle Z_{iTm}={\frac {\sqrt {1-\omega ^{2}}}{1-\left(\omega /\omega _{\infty }\right)^{2}}}}

#### Impedenza immagine di una porta a "Π"
L'impedenza immagine osservando una porta con topologia a "Π" (pi greco) di una sezione derivata in serie è data da:
{\displaystyle Z_{i\Pi mm'}={\frac {1-\left(\omega /\omega _{\infty }\right)^{2}}{{\sqrt {1-\omega ^{2}}}\left(1-(1-m^{2})\omega ^{2}\right)}}}
In confronto:
{\displaystyle Z_{i\Pi }={\frac {1}{\sqrt {1-\omega ^{2}}}}}   e   {\displaystyle Z_{i\Pi m}={\frac {1-\left(\omega /\omega _{\infty }\right)^{2}}{\sqrt {1-\omega ^{2}}}}.}

#### Ottimizzazione
È da notare che {\displaystyle \omega _{\infty }} può essere regolata indipendentemente da m regolando m'. È perciò possibile regolare la caratteristica di impedenza e la caratteristica della risposta in frequenza indipendentemente. Tuttavia, per un adattamento ottimale di impedenza è necessario regolare entrambi i parametri esclusivamente per avere una resistenza immagine piatta al massimo nella banda passante. Si utilizza il termine resistenza perché l'impedenza immagine è puramente reale nella banda passante tra le frequenze di taglio e puramente immaginaria al di fuori della banda passante. Non è possibile ottenere un adattamento esatto di impedenza sull'intera banda. Con due gradi di libertà è possibile adattare esattamente l'impedenza solo a due frequenze di riferimento. È stato determinato empiricamente che si ottiene un buon adattamento con i valori:
{\displaystyle m=0,7230\,}
{\displaystyle m'=0,4134\,}
Ciò equivale a impostare l'adattamento in modo che sia esatto alle frequenze 0,8062 e 0,9487 rad/s per il filtro prototipo e l'impedenza si discosta meno del 2% dal valore nominale da 0 a 0,96 rad/s, cioè quasi tutta la banda passante.
La funzione di trasferimento di un filtro di tipo mm' è la stessa di uno di tipo m con m impostato sul prodotto mm' e in tal caso mm'=0,3. Quando una sezione di tipo m viene usata per l'adattamento di impedenza il valore ottimale di m è m=0,6. La pendenza del taglio aumenta al diminuire di m, quindi, in tale applicazione, una sezione di tipo mm' presenta questo come vantaggio accessorio rispetto a una di tipo m.

### Parametri di trasferimento

Funzione di trasferimento di un filtro passa-basso di tipo mm' per una semisezione singola con vari valori di mm

Le frequenze operative, i parametri di trasferimento e l funzione di trasferimento sono gli stessi di quelli per il tipo m e i dettagli possono essere trovati nel relativo articolo sostituendo il parametro m con il prodotto mm'. Solo l'impedenza immagine è diversa nel filtro di tipo mm' in termini di comportamento come black box.

### Trasformazioni di un prototipo
I grafici dell'impedenza immagine e dell'attenuazione mostrati sono i grafici di una sezione di filtro prototipo passa-basso. Il prototipo ha frequenza di taglio ωc=1 rad/s e impedenza nominale R0=1Ω. Ciò è ottenuto mediante una semisezione di filtro in cui L=1 henry e C=1 farad. Questo prototipo può essere scalato in impedenza e scalato in frequenza ai valori desiderati. Il prototipo passa-basso può essere anche trasformato nei tipi passa-alto, passa-banda o elimina-banda mediante l'applicazione di opportune trasformazioni di frequenza.

## Sezioni in cascata
Come con tutti i filtri di immagine, è necessario adattare ciascuna sezione a una sezione di impedenza immagine identica se si vuole ottenere la risposta teorica del filtro. Ciò rappresenta una difficoltà particolare per le sezioni alle estremità di un filtro che spesso operano su terminazioni resistive che non possono essere adattate esattamente mediante un'impedenza immagine. Da qui l'uso del tipo mm' come sezioni alle estremità per il filtro a causa dell'andamento quasi piatto della loro impedenza al variare della frequenza nella banda passante. Tuttavia, non è conveniente usarlo in tutto il filtro. Il punto di forza dei filtri immagine sono le sezioni di tipo k e queste, tipicamente, saranno richieste in qualche parte nel filtro per ottenere una buona reiezione nella banda da eliminare ben lontano dal taglio e anche perché rappresentano la topologia più semplice e dal numero di componenti più basso. Purtroppo, per nessuno dei due lati di un filtro di tipo mm' si può avere l'adattamento con una sezione tipo k. La soluzione consiste nel formare una sezione composta da una semisezione di tipo mm' e una sezione di tipo m che saranno adattate l'una all'altra su un lato se m ha lo stesso valore per entrambe le semisezioni. Ciò può, per esempio, produrre una sezione a T composta con ZiTmm' rivolta verso la terminazione e ZiT rivolta verso il resto del filtro. La sezione a T sarà adattata internamente con ZiTm. Ciò ha l'ulteriore vantaggio accessorio di produrre due poli di attenuazione nella banda da eliminare a frequenze diverse. Questa è una conseguenza del fatto che m ed mm' hanno necessariamente valori diversi.
| Sbilanciate     | Sbilanciate     | Sbilanciate | Sbilanciate | Sbilanciate            | Sbilanciate            |
| --------------- | --------------- | ----------- | ----------- | ---------------------- | ---------------------- |
| Semisezione a L | Semisezione a L | Sezione a T | Sezione a T | Sezione a Π (pi greco) | Sezione a Π (pi greco) |
|                 |                 |             |             |                        |                        |
| Rete a scaletta |                 |             |             |                        |                        |
|                 |                 |             |             |                        |                        |

| Bilanciate | Bilanciate | Bilanciate | Bilanciate                                                                                            | Bilanciate                                                                                            | Bilanciate                                                                                            |
| --- | --- | --- | --- | --- | --- |
| Semisezione a C | Semisezione a C | Sezione ad H | Sezione ad H                                                                                          | Sezione a box                                                                                         | Sezione a box                                                                                         |
| | | | | | |
| Rete a scaletta | | | | | |
| | | | | | |
| Sezione a X (centrale-T-Derivata) (I due rami Y hanno in comune un'estremità come i rami laterali di una T coricata) | Sezione a X (centrale-T-Derivata) (I due rami Y hanno in comune un'estremità come i rami laterali di una T coricata) | Sezione a X (centrale-T-Derivata) (I due rami Y hanno in comune un'estremità come i rami laterali di una T coricata) | Sezione a X (centrale-Π-Derivata) (I due rami Y sono paralleli come i rami laterali di un Π coricato) | Sezione a X (centrale-Π-Derivata) (I due rami Y sono paralleli come i rami laterali di un Π coricato) | Sezione a X (centrale-Π-Derivata) (I due rami Y sono paralleli come i rami laterali di un Π coricato) |
| | | | | | |

| N.B. | I libri di testo e gli schemi di progetto di solito mostrano le implementazioni sbilanciate, ma nel campo delle telecomunicazioni è spesso necessario convertire il progetto in un'implementazione bilanciata, quando viene usato con linee bilanciate. | modifica |